# Аудитор

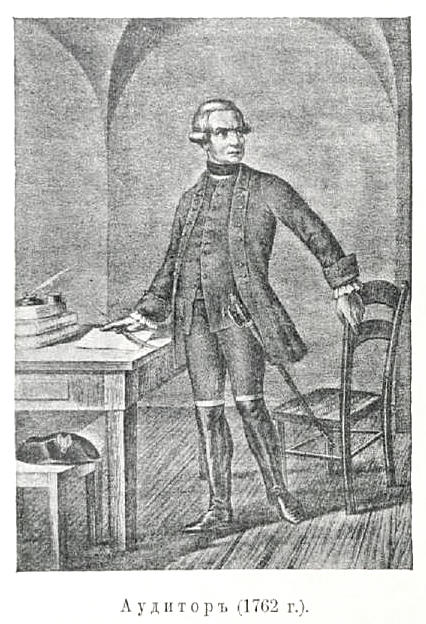
Аудитор (1762).

Ауди́тор або авди́тор (лат. auditor — слухач) — фізична особа, яка підтвердила кваліфікаційну придатність до провадження аудиторської діяльності, має відповідний практичний досвід та включена до Реєстру аудиторів та суб'єктів аудиторської діяльності.

## Загальна характеристика
Згідно із Законом України «Про аудит фінансової звітності та аудиторську діяльність» [Архівовано 2 травня 2019 у Wayback Machine.] аудит фінансової звітності — аудиторська послуга з перевірки даних бухгалтерського обліку і показників фінансової звітності та/або консолідованої фінансової звітності юридичної особи або представництва іноземного суб'єкта господарювання, або іншого суб'єкта, який подає фінансову звітність та консолідовану фінансову звітність групи, з метою висловлення незалежної думки аудитора про її відповідність в усіх суттєвих аспектах вимогам національних положень (стандартів) бухгалтерського обліку, міжнародних стандартів фінансової звітності або іншим вимогам.

## Вимоги до аудитора
- Аудитор набуває права на провадження аудиторської діяльності після підтвердження кваліфікаційної придатності та набуття практичного досвіду в порядку, визначеному Законом України «Про аудит фінансової звітності та аудиторську діяльність»[3]. Аудитор, який набув права на провадження аудиторської діяльності, включається до Реєстру аудиторів та суб'єктів аудиторської діяльності. Аудитор має право провадити аудиторську діяльність одноосібно лише після включення його до аудиторів та суб'єктів аудиторської діяльності як суб'єкта аудиторської діяльності.
- Аудитор провадить аудиторську діяльність у складі аудиторської фірми та/або як фізична особа — підприємець чи провадить незалежну професійну діяльність, за умови що така особа не є працівником аудиторської фірми.
- Аудиторам забороняється безпосередньо займатися іншими, не сумісними з аудиторською діяльністю, видами підприємницької діяльності, що не виключає їхнього права отримувати дивіденди, доходи від інших корпоративних прав, доходи від оренди та відчуження рухомого та нерухомого майна, пасивні доходи. Аудитори можуть займатися громадською, освітньою, викладацькою та науковою діяльністю, підготовкою публікацій з отриманням відповідної винагороди.
- Не може бути аудитором особа, яка має не погашену або не зняту в установленому порядку судимість або на яку протягом останнього року накладалося адміністративне стягнення за вчинення корупційних правопорушень, а також особа, до якої було застосовано протягом останнього року стягнення у вигляді виключення з Реєстру аудиторів та суб'єктів аудиторської діяльностіза подання до Реєстру аудиторів та суб'єктів аудиторської діяльності недостовірної інформації.
- Аудитору забороняється використовувати свої повноваження з метою одержання неправомірної вигоди або прийняття обіцянки чи пропозиції щодо такої вигоди для себе чи інших осіб.
- Аудитор іноземної держави може набути право на провадження аудиторської діяльності на території України в порядку, визначеному Законом України «Про аудит фінансової звітності та аудиторську діяльність», та за умови його відповідності вимогам, встановленим Законом України «Про аудит фінансової звітності та аудиторську діяльність».

## Зовнішній аудитор насамперед з'ясовує
1) дотримання правил бухгалтерського обліку та звітності з
операцій, що здійснює корпоративне підприємство;
2) стан внутрішнього контролю в умовах корпоративного підприємства та його оцінку;
3) дотримання корпоративним підприємством положень законодавчих та нормативних актів України;
4) виконання економічних завдань, встановлених рішенням загальних зборів власників.

## Інші значення
У Німеччині аудиторами називалися молоді правознавці, які були присутні при розгляді справ для отримання навичок та досвіду, але без права голосу. У Франції під час Другої імперії такі аудитори (auditeurs) були присутні на засіданнях державної ради, і з них виходили адміністративні чиновники вищого розряду. Аудиторами в Англії, Франції, Італії та деяких інших державах називалися ще засідателі судів, які вислуховували позивачів, проводили слідчі дії, а іноді приймали звіти від опікунів. Але найчастіше звання аудиторів присвоювалося особам, що займали військовосудові посади. Так, при військових судах у Франції працювали auditeur — особи, які отримали спеціальну юридичну освіту, обов'язки яких полягали в управлінні технічною стороною процесу, але які не мали ні суддівської, ні прокурорської влади. У Німеччині Generalauditor очолював усе військовосудове управління; крім того, були ще корпусні, дивізійні, полкові й гарнізонні аудитори.
У Росії звання аудитора було введено Петром I, який у своєму військовому статуті (1716) і в табелі про ранги (1722) до військових чинів зарахував і аудиторів. Звання це Петро запозичив у Польщі, де аудитор означав суддю, потім особу, яка була присутня або брала участь у слуханні справи. Обов'язки такого аудитора: він повинен був допитувати підсудного та свідків за заздалегідь визначеним переліком питань, складати журнали та визначення, пропонувати їх на затвердження суду, збирати необхідні в справі довідки та докази, складати вихідні папери, виписку зі справи й зачитувати її суду. За результатами позицій суддів аудитор складав вирок (або сентенцію), пояснював обставини справи й закони, за якими підсудний мав бути виправданим або обвинуваченим, але сам він при голосуванні вироку права голосу не мав. Далі, аудитор повинен був слідкувати за судовим розглядом військовосудних справ і дотриманням встановленого порядку, фактично здійснюючи прокурорський нагляд.